# 波切奇涅
50°59′34″N 32°2′8″E / 50.99278°N 32.03556°E
波切奇涅（烏克蘭語：Почечине），是烏克蘭北部的村莊，隸屬切爾尼希夫州的尼任區。該村始建於1800年，面積0.41平方公里，海拔高度126米，2001年人口99，人口密度每平方公里244.4人。